# حمية العصر الحجري

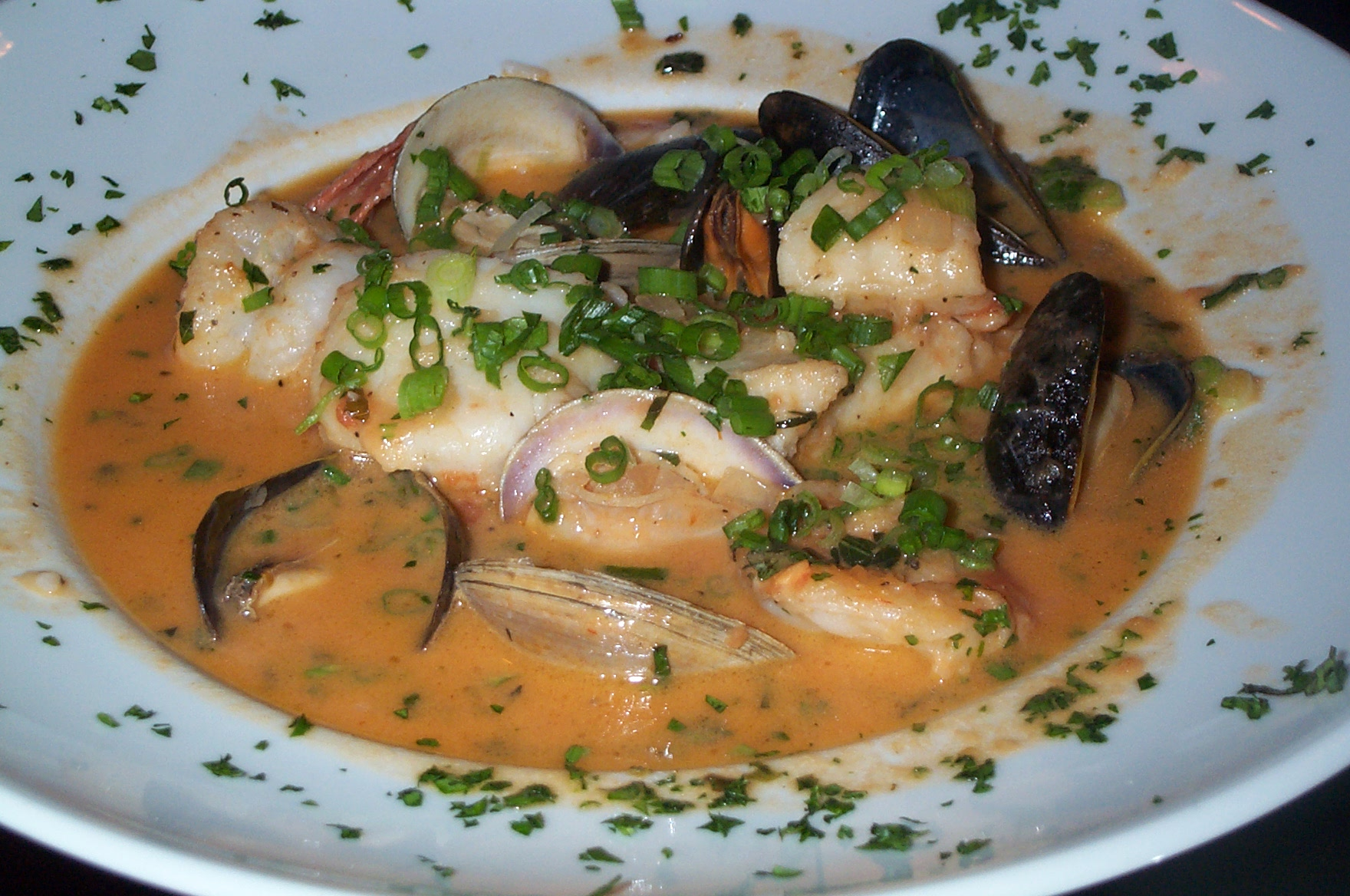
طبق على الشاكلة الحجرية: حساء مأكولات بحرية

حمية العصر الحجري (أيضاً مشهورة باسم حمية رجل الكهف أو الحمية البدائيه أو حمية باليو) هي حمية غذائية حديثة تعتمد فرضاً على ماكان موجود قديماً من نباتات برية وحيوانات كان يستهلكها أسلاف الإنسان خلال العصر الحجري.
بعد العصر الحجري أدى التغير المناخي وزيادة السكان تغيير وقابلية تكيف من الناحية الغذائية في جسم الإنسان الا ان مؤيدين الحمية الغذائية لم يلتفتوا إلى هذا التغيير الذي حدث مع الوقت، ذلك أن الجهاز الهضمي بالإنسان الحديث يختلف عن الإنسان الحجري القديم مما يؤثر على صحة فرضية النظام الغذائي هذا.

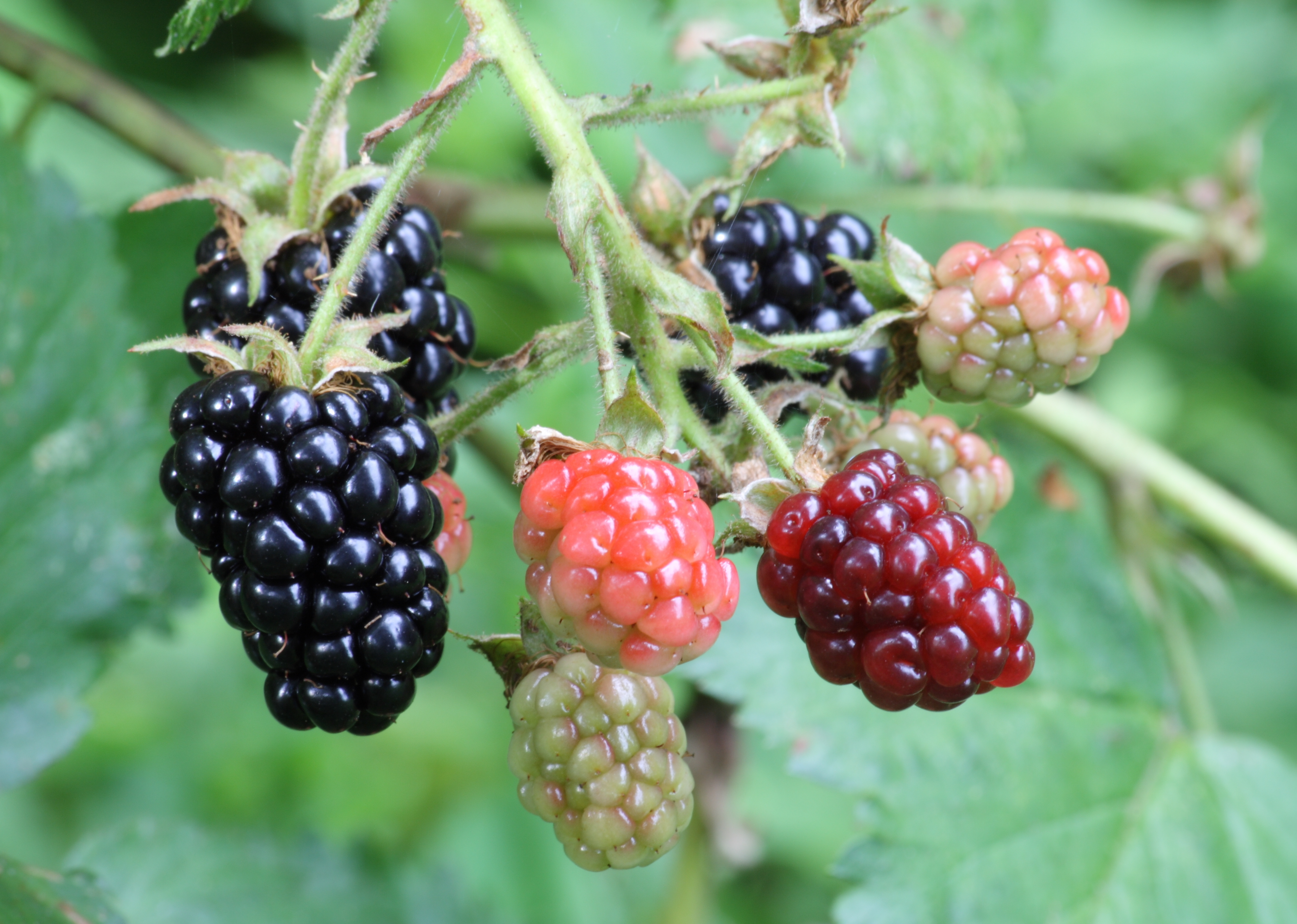

## اقرأ أيضاً
- الطرق الغذائية لوقف ارتفاع ضغط الدم